# Кызылоба (Жангалинский район)
Кызылоба (каз. Қызылоба, до 1992 г. — Красногорское) — село в Жангалинском районе Западно-Казахстанской области Казахстана. Административный центр Кызылобинского сельского округа. Код КАТО — 274045100.

## Население
В 1999 году население села составляло 1524 человека (755 мужчин и 769 женщин). По данным переписи 2009 года, в селе проживало 1646 человек (830 мужчин и 816 женщин).

## История
Посёлок Кызыл-Абинский (Кызыл-Убинский, Кушумский) входил во 2-й Лбищенский военный отдел Уральского казачьего войска.